# Ocymyrmex robustior
Ocymyrmex robustior är en myrart som beskrevs av Hermann Stitz 1923. Ocymyrmex robustior ingår i släktet Ocymyrmex och familjen myror. Inga underarter finns listade i Catalogue of Life.